# Crocus caspius

Crocus caspius es una especie de planta fanerógama del género Crocus perteneciente a la familia de las Iridaceae. Es originaria de la costa del Mar Caspio.

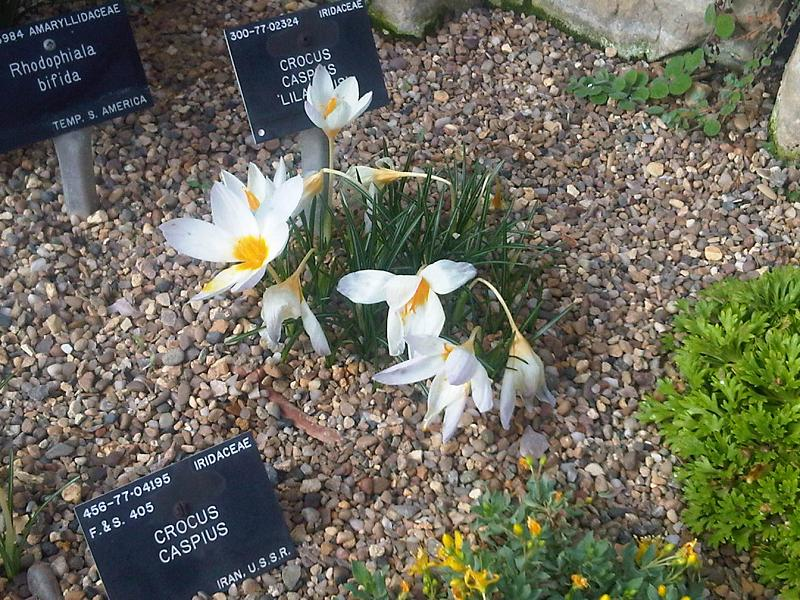
Flor

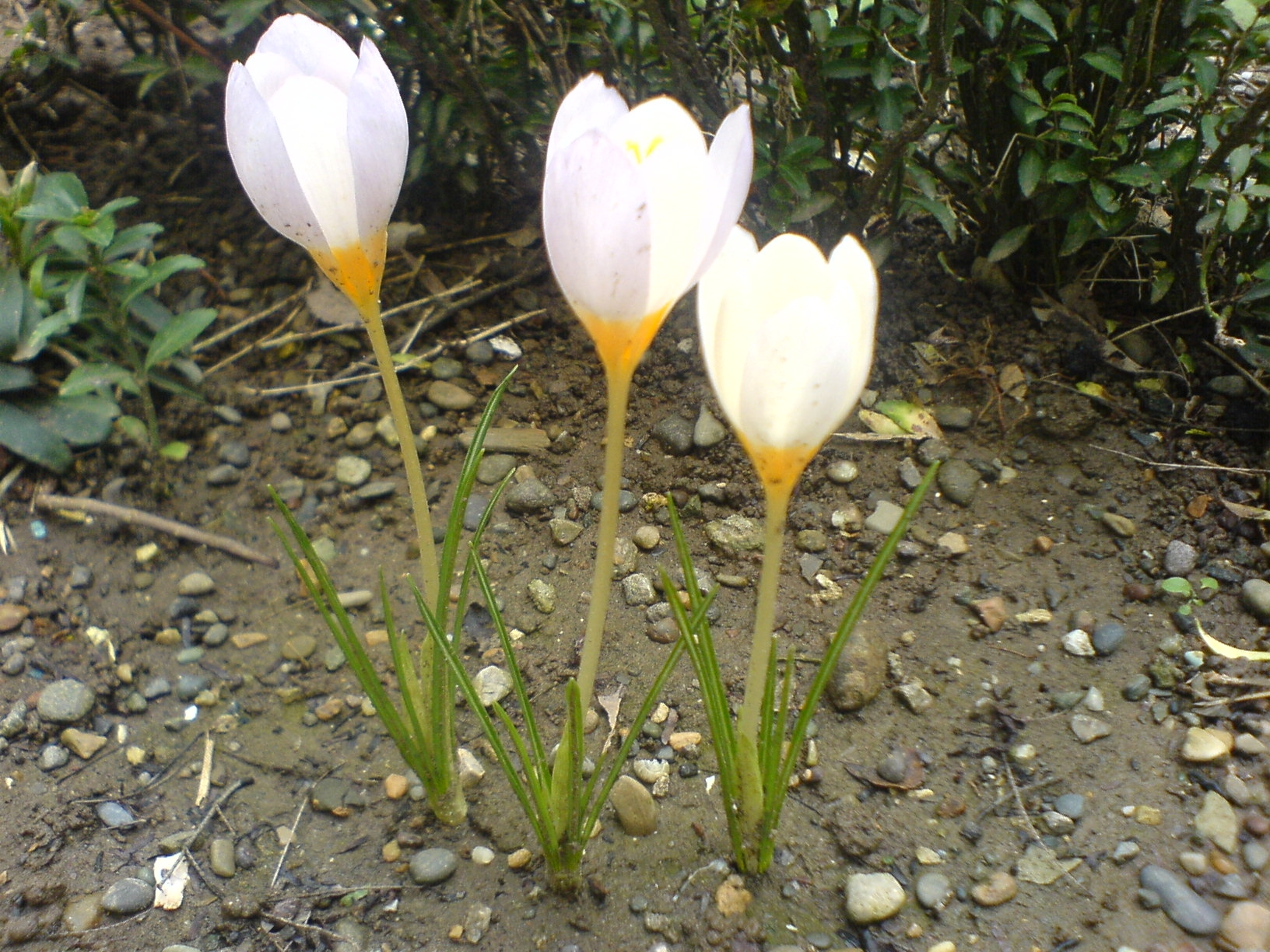
Vista de la planta

## Descripción
Es un cormo perenne que alcanza un tamaño de 5 cm de diámetro. Las flores, en tonos de color lila o blanco con venas moradas y rojas estigmas prominente , aparecen con las hojas en otoño e invierno.

## Distribución y hábitat
Crocus caspius proviene de las orillas oeste y sur del Mar Caspio en alturas inferiores a los 300 metros. Crece entre los arbustos bajos, pero se informa, resistente en el Reino Unido donde crece en tierra abierta.

## Taxonomía
Crocus caspius fue descrita por Fisch. & C.A.Mey. ex Hohen y publicado en Bulletin de la Société Impériale des Naturalistes de Moscou 11: 252. 1838.
Etimología
Crocus: nombre genérico que deriva de la palabra griega:
κρόκος ( krokos ). Esta, a su vez, es probablemente una palabra tomada de una lengua semítica, relacionada con el hebreo כרכום karkom, arameo ܟܟܘܪܟܟܡܡܐ kurkama y árabe كركم kurkum, lo que significa " azafrán "( Crocus sativus ), "azafrán amarillo" o la cúrcuma (ver Curcuma). La palabra en última instancia se remonta al sánscrito kunkumam (कुङ्कुमं) para "azafrán" a menos que sea en sí mismo descendiente de la palabra semita.
caspius: epíteto geográfico que alude a su localización en las cercanías del Mar Caspio.
Sinonimia
- Crocus boryanus var. caspius (Fisch. & C.A.Mey. ex Hohen.) Herb.		[7][8]